# Bergslienfallet
Bergslienfallet är ett berg i Antarktis. Norge gör anspråk på området. Toppen på Bergslienfallet är 2 157 meter över havet.
Terrängen runt Bergslienfallet är kuperad österut, men västerut är den platt. Trakten är glest befolkad. Det finns inga samhällen i närheten. 